# Santo Domingo Tehuantepec
Santo Domingo Tehuantepec là một đô thị thuộc bang Oaxaca, México. Năm 2005, dân số của đô thị này là 57163 người.